# میتسوو کاماتا
میتسوو کاماتا (به انگلیسی: Mitsuo Kamata) بازیکن فوتبال اهل ژاپن و عضو تیم ملی فوتبال ژاپن است که در تاریخ ۲۵ دسامبر ۱۹۵۸ میلادی اولین بازی ملی‌اش را انجام داد. او در ۴۴ بازی ملی حضور داشت و آخرین بازی ملی خود را در تاریخ ۱۸ اکتبر ۱۹۶۹ میلادی انجام داد. میتسوو کاماتا در بازی‌های ملی‌اش
۲ گل به ثمر رساند.